# Charles Courtenay
Pour les articles homonymes, voir Courtenay.
Charles Peregrine Courtenay, 19e comte de Devon (né le 14 août 1975), appelé Lord Courtenay de 1998 à 2015, est un pair héréditaire anglais et un avocat. Il est un membre crossbencher de la Chambre des lords, après avoir été élu lors d'une élection partielle en 2018.

## Éducation et carrière
Le 19e comte de Devon fait ses études au Collège d'Eton. Après avoir obtenu une maîtrise au St John's College de Cambridge en 1997, il poursuit ses études de droit à l'Inns of Court School of Law. Courtenay est admis au barreau d'Inner Temple en 1999 et au barreau de l'État de Californie en 2004.

## Vie privée
Il épouse l'actrice américaine Allison Joy Langer lors d'une cérémonie civile en 2004. Un mariage formel a lieu plus tard le 30 avril 2005, à Los Angeles. Il succède à son père à la pairie et hérite du domaine.
Le comte et la comtesse de Devon ont deux enfants, tous deux nés à Los Angeles:
- Joscelyn Skye Courtenay (née le 31 janvier 2007)[7]
- Jack Haydon Langer Courtenay, Lord Courtenay (né le 16 août 2009)[5]

Courtenay pratique le droit au sein du cabinet Latham & Watkins de 2005 à 2018, à partir de leur bureau de Los Angeles, en Californie. En janvier 2014, il s'installe définitivement à Londres et pratique au bureau londonien de son entreprise. En janvier 2019, il rejoint le cabinet Exeter Michelmores en tant qu'associé. Lui et sa famille résident maintenant dans la maison ancestrale de la famille de Powderham Castle (en) dans le Devon, en Angleterre.